# Важель
Важель (Вожель) — ручей в Вязниковском районе Владимирской области России. Устье реки находится в 31 км по правому берегу реки Тетрух. Длина реки составляет 19 км, площадь водосборного бассейна — 137 км².
Исток Важель имеет северней деревни Аксениха рядом с шоссе: Павловское-Малышево, затем течёт в восточном направлении до дороги: Аксениха-ур. Подлесная Андреевка. Между Аксенихой и ур. Андреевка рядом с дорогой имеется небольшое водохранилище «Андреевское» разделённое на две части лесной дорогой. В водохранилище водятся рыбы: Ратаны и Караси. От водохранилища ручей пересекает дорогу (каждую весну её сильно размывая) и течёт по юго-востоку Андреевки вдоль ЛЭП. От ЛЭП поворачивает на Ясные Зори (бывшее название Сварухи).
В Ясных Зорях течёт почти по центру деревни к трубочке через песчаную дорогу: Ясные Зори-Стёпанцево, далее по урочищам Липки и Коровская. В урочище Голышёво в Важель впадает её приток из п. Стёпанцево, далее на деревню Зелёные Пруды и с. Усады. За селом Буторлино Важель имеет устье в котором впадает в реку Тетрух.
На 10-15 километров от истока Важель полностью пересыхает и течёт только весной и редко осенью, не пересыхает только водохранилище в урочище Андреевка.
Система водного объекта: Тетрух → Колпь → Ушна → Ока → Волга → Каспийское море.

## Данные водного реестра
По данным государственного водного реестра России относится к Окскому бассейновому округу, водохозяйственный участок реки — Ока от города Муром до города Горбатов, без рек Клязьма и Тёша, речной подбассейн реки — бассейны притоков Оки от Мокши до впадения в Волгу. Речной бассейн реки — Ока.
Код объекта в государственном водном реестре — 09010301212210000030971.